# ジグザグジギー
ジグザグジギーは、マセキ芸能社所属のお笑いコンビ。2008年2月結成。ワタナベコメディスクール（以下、WCS）4期生。キングオブコント2013・2016・2023ファイナリスト。オンバト+第4代チャンピオン。

## メンバー
- 池田 勝（いけだ まさる、1981年12月11日（43歳） - ）
  - ツッコミ担当。
  - 神奈川県出身、神奈川県立横浜緑ケ丘高等学校、明治大学理工学部情報科学科卒業。同学部の研究室に進む[1]。
  - 身長186 cm、体重65 kg。血液型はB型。既婚。
  - 趣味は映画鑑賞、熟女、団地巡り。特技はバスケットボール、若干数のモノマネ。
  - 厳格な両親を持つ池田は、WCSへの入学時から両親に「放送作家の仕事をしている」と嘯き芸人になることは黙っていた。しかし、2013年元日に放送された『ロケットライブ』（フジテレビ）にて急遽電話で電撃告白をする運びとなり、「芸人をやっています」と息子から言われた実父からの返事は「勝(池田)がそんなに言うんだったら頑張ってみな」と激励を込め承知した[2]。
  - ロケットライブ内のロケットドッキングライブで西村ヒロチョ・デニスと共に披露したユニットコントのシナリオの大部分は、池田が担当していた。
  - WCSに幼馴染3人で入学した池田は、当初「キムラニューロン」というトリオを組んでいた[3]。
  - 鎖骨に飲み物を溜められる。
  - 2013年10月の事務所ライブにおいて、自らの結婚を報告した。
  - 好きなうまい棒はテリヤキバーガー味。
  - 合理的な性格で、電車は時刻表を見てギリギリのスケジュールで動くため予定の寸前まで現れず、電車が遅れ遅刻したことが時々あった。また、舞台の存在自体を忘れていたこともあった[1]。
- 宮澤 聡（みやざわ さとし、1984年5月17日（41歳） - ）
  - ボケ担当。
  - 東京都出身。聖学院中学校・高等学校[4]、学習院大学経済学部経済学科卒業。
  - 身長171 cm、体重66 kg。血液型はA型。未婚・童貞。
  - 趣味はプロレス観戦、プロレスラーのサイン収集、飲食。
    - 特技はプロレスラーから絶妙なタイミングでサインを貰うこと。プロレスラーのサイン入りカードのコレクションは5000枚にも渡る[5]。そのためプロレスラーからも知られている。
    - プロレス関連イベントMCも担当。実際のプロレス興行でもリングアナも経験している。
    - 2016年から不定期で開始したプロレストークライブ 「プロレス者の集い」の主催者[6]。2019年7月の第10回公演は初の前売完売となった。
    - 自身のTwitterでは、プロレス関係のツイートで固めている（芸人としての告知はほとんどない）。
    - プロレス会場でよく見かけるキングオブコントファイナリストと呼ばれる。

  - 舞台衣装は黒のスーツ、白いワイシャツ。
  - ムロツヨシに風貌が似ており、『ものまねグランプリ』（日本テレビ）にてムロのそっくりさんとして出演した[7]。
  - 甘いものが苦手で、福神漬けやたくあんまで甘いものとして分類している。
  - 酒類全般を好み、特にビール・焼酎・紹興酒を好むが、焼酎の中でも芋焼酎はあまり飲まない。居酒屋のつまみやラーメンなどよく好むため体重が増えてきたらジムに通うようにしてるが、面倒でジム通いを怠ることが多い。
  - 中学・高校時代の同級生には将棋棋士・渡辺明（永世竜王・棋王の資格保持者）がいて、中高6年間ずっと隣の席だった[4]。当時は渡辺が登校途中に購入したスポーツ新聞から格闘技面だけを切り出し、宮澤へ渡すのが習慣だった[4]。

## 来歴
- 池田は高校時代、友人が舞台でコントをしていたのを観てお笑いに興味を持つ。宮澤は小学校時代に友人と演じたコントが大ウケして以来、芸人になると決めて一筋に進んできた[1]。
- 2006年4月、宮澤と池田はそれぞれWCSに4期生として入学。2007年3月卒業。WCS時代はそれぞれ別のコンビを組んでおり、宮澤はコンビ「ビッグバン」を結成してWCS卒業後はワタナベエンターテインメント所属となる。池田はコンビ「カンタンドリル」を結成するも、WCS卒業後は事務所へ所属せずフリーとして活動していた。
- 2007年7月、ビッグバンを解散後の宮澤は現在のコンビを組むまで空白の時期を過ごす。2007年12月、池田の組んでいたカンタンドリルも解散。
- 2008年2月、宮澤がWCSで同じクラスだった池田を口説き落としジグザグジギーを結成。コンビの正式な結成は2008年2月22日とされる。宮澤曰く「（池田が）イケメン風で華があるように見えるので、うまく行くかなと思った」とのこと。そこから約1ヶ月後の「ウルトラC vol.18〜春うららSP〜」（2008年03月26日）にて、新コンビでのデビューを果たした[1]。
- 2009年1月より、マセキ芸能社の若手タレント部門である「マセキユース」に所属。2013年1月よりマセキ芸能社所属となる。
- 2014年3月放送の『オンバト+』（NHK）が主催する「オンバト+ チャンピオン大会」に出場。ファーストステージでは「席替え」を披露し、トップの成績でファイナルステージに進出。ファイナルステージでは「贈る言葉」を演じ、『オンバト+』が最終回であることも絡めた構成のネタで優勝。オンバト+の4代目チャンピオン及びオンバト最後のチャンピオンに輝いた。
- また、近年は漫才もしており、M-1グランプリ2023に出場。一回戦を2位通過し、準々決勝に進出[8]。

## 芸風
- 主にコント専門。1つの設定を強引に押し続けるネタが特徴。代表的なネタに「オークション」「出欠」などがある。
- ネタ作りは2人でやっているが、多少な意味としては池田。宮澤が大まかなイメージや案を出して池田に渡し、池田はそれを緻密と称される台本へ仕上げている。宮澤の台詞が一字一句でも違うとそこで池田が指摘しているという。コンビ結成当初は2人で集まってネタを作っていたこともあるが、現在はこのように分業する形で行なっている。「主に発想やアイディアは宮澤、そこから台本へと書き起こすのが池田」というエピソードを宮澤がよく披露するものの、池田はその言い回しに対して納得していない[1]。

## エピソード
- コンビ名の名付け親は、語感分析で有名な黒川伊保子[9]。彼女から「世の中に響く、親しまれるコンビ名」として幾つか候補を貰い、その中から決定した。
- ジグザグジギー初単独ライブ「MASK MAN」は、新宿・シアターブラッツにおいて2011年3月28日に公演予定であったが東北地方太平洋沖地震（東日本大震災）の影響で中止、幻の初単独ライブとなった。
- 「ウルトラC」という自主ライブを2006年から行っており、宮澤はウルトラCプロデューサーとしてライブを取り仕切っている。池田は「ウルトラC 映画部」にも参加している。
- 2人とも非喫煙者。
- 2013年12月21日放送の『オンバト+』にて、番組終了までの最高記録かつ満点までボールあと1個に迫る541KBを記録した。前身番組の爆笑オンエアバトルを含めてもコントでこのKBを獲得した芸人はジグザグジギーのみのため、コントとしての最高KBも同時に塗り替えることとなった[10]。

## 賞レース戦歴
キングオブコント
| 年度             | 結果         | 備考                                                 |
| ---------------- | ------------ | ---------------------------------------------------- |
| 2008年（第1回）  | 2回戦進出    |                                                      |
| 2009年（第2回）  | 2回戦進出    |                                                      |
| 2010年（第3回）  | 3回戦進出    |                                                      |
| 2011年（第4回）  | 準決勝進出   |                                                      |
| 2012年（第5回）  | 準決勝進出   |                                                      |
| 2013年（第6回）  | 決勝6位      | 決勝キャッチフレーズ「覚醒! ウンナン遺伝子の継承者」 |
| 2014年（第7回）  | 準決勝進出   |                                                      |
| 2015年（第8回）  | 不参加       |                                                      |
| 2016年（第9回）  | 決勝7位      | 決勝キャッチフレーズ「蛇行の先に栄光をつかみとれ!」  |
| 2017年（第10回） | 準々決勝進出 |                                                      |
| 2018年（第11回） | 準々決勝進出 |                                                      |
| 2019年（第12回） | 準々決勝進出 |                                                      |
| 2020年（第13回） | 準々決勝進出 |                                                      |
| 2021年（第14回） | 準決勝進出   |                                                      |
| 2022年（第15回） | 準々決勝進出 |                                                      |
| 2023年（第16回） | 決勝6位      | 決勝キャッチフレーズ「制御不能のコントジェントル」   |
| 2024年（第17回） | 準々決勝進出 |                                                      |
| 2025年（第18回） | 準々決勝進出 |                                                      |

その他賞レース
- 2008年 M-1グランプリ 1回戦敗退[11][12]
- 2012年 第33回 ABCお笑いグランプリ 決勝7位
- 2012年 第3回 お笑いハーベスト大賞 決勝進出
- 2013年 第34回 ABCお笑いグランプリ 決勝3位
- 2013年 第3回 オンバト+ チャンピオン大会出場
- 2013年 第4回 お笑いハーベスト大賞 決勝進出
- 2013年 NHK新人演芸大賞 演芸部門 本戦進出
- 2014年 第35回 ABCお笑いグランプリ 決勝10位
- 2014年 第4回 オンバト+ チャンピオン大会 優勝
- 2014年 平成26年度 NHK新人お笑い大賞 本戦進出
- 2016年 第37回 ABCお笑いグランプリ 決勝進出(Cブロック3位)
- 2023年 M-1グランプリ 準々決勝進出
- 2024年 第1回 はかる-1グランプリ 優勝[13]

## 出演

### 現在のレギュラー
- カチコチTV（2020年12月18日 - 、FANZA見放題Chライト）※池田のみ、準レギュラー
- 里菜と池田のイケティるTV (2024年7月2日 - 、WALLOPYouTube) ※池田のみ

### ネットラジオ
- オトステ（2021年6月22日より毎週火曜日20時、audiobook.jp）※池田のみ
- ジグザグジギーのDEEP DRIVE (2024年8月16日 - 、Podcast)
- ヤング日経(2025年4月1日 - 、ラジオNIKKEI Podcast) ※池田のみ、火曜パーソナリティ

### 過去のレギュラー
- マセキニコニコ生放送「復活!黄金（ゴールデン）プロレス」（2011年7月1日 - 2013年）※宮澤のみ隔週不定期
- 特捜警察ジャンポリス（テレビ東京、2014年4月4日 - 12月・2015年1月9日・3月27日・7月10日・7月17日・7月24日・8月21日・10月2日）
- 真夜中のおバカ騒ぎ!（チバテレビ：2015年4月2日 - 9月24日、TOKYO MX：2015年4月4日 - 9月26日）※池田のみ
- 「クラッシャー・バンバン・ビガロと愉快な仲間たち」→「ジグザグジギーのすやすや寝るすや」[14][15]（ニコジョッキー、2012年11月 - 2019年12月25日）
- ゲラステ（GERA放送局、毎週土曜日20時放送）※池田のみ
- マネジメントのすゝめ（2022年4月13日 - 2022年10月26日、 ラジオNIKKEI第1）
- MOZAIKU NIGHT（2020年4月7日 - 2023年3月28日、bayfm）※池田のみ
- きゃりーぱみゅぱみゅの なんとかぱんぱんラジオ（2019年4月 - 2023年9月、JFN系ネット）※池田のみ
- SHAKE UP WALLOP (2022年10月3日 - 2024年6月25日、WALLOP) ※池田のみ、火曜MC[16]

### 雑誌
- 公募ガイド（公募ガイド社、2015年4月号 - 2016年3月号）[30]
- CanCam（2015年9月23日発売）
- ぴあお笑いライブ読本（2015年9月30日発売）

### ライブ
- 「パンキッシュガーデン」（マセキ芸能社の事務所ライブ。毎月開催）
- 自主ライブ「ウルトラC」（2006年10月 - ）
- 「ニサンガ」（ジグザグジギー、ニッチェ、ツィンテルの3組で不定期開催していたユニットコントライブ）（2012年11月26日、東京・新宿バイタス / 2013年4月26日、東京・新宿シアターミラクル）
- 「斉藤力也会」[31]（ジグザグジギー、わらふぢなるおの2組で行っているトークライブ、原宿ヒミツキチオブスクラップ）（2013年4月 - 2015年3月）
- 「ｔｗｌレッスルプラネット」（2016年7月26日 - 、中野スタジオtwl）- 最高顧問
- 「ストロングトークLIVE」（2016年10月28日、渋谷ロフトプラス9）- 司会

### ゲーム
- 「ガールフレンド（仮）」（サイバーエージェント）- 悪キザ男の声〈宮澤〉

### 単独ライブ
- ジグザグジギー単独ライブ「OKAE」（2012年3月26日、新宿・シアターブラッツ）
- ジグザグジギー第2回単独ライブ「chimpanzee」（2012年8月16日、ウッディーシアター中目黒）
- ジグザグジギーキングオブコント2013 ファイナリスト記念ライブ「2012-2013 BEST〜新ネタもやります〜」（2013年11月16日 - 17日、新宿シアターモリエール）
- ジグザグジギー単独ライブ「shocker」（2016年3月4日、座・高円寺2）

### DVD
- 「キングオブコント2011」（2011年12月23日発売）※準決勝
- ジグザグジギー「2008-2012 BEST」（2013年5月22日発売）
- ツィンテル「ネターミテーナー」（2013年5月22日発売）※特典映像
- 「ボクたちの交換日記」（2013年8月21日発売）※エキストラ
- 「キングオブコント2013」（2013年12月18日発売）
- ナイツ独演会「主は今来て今帰る。」（2014年1月22日発売）※ゲスト出演
- 「必笑! ～お笑いファンが選んだネタベスト～」（2014年8月27日）
- 「キングオブコント2014」（2014年12月24日発売）※準決勝

### ウェブ
- 宮澤聡のサイン収集列伝（リアルクロス「プロレスTODAY」）2016年8月26日[32] - 宮澤のみ